# Alt forladt
Alt forladt er det fjerde studiealbum fra den danske singer-songwriter Peter Sommer, der udkom den 28. januar 2013. Albummet modtog positive anmeldelser, og debuterede på andenpladsen af hitlisten med 1627 solgte eksemplarer. For albummet er Peter Sommer blevet nomineret til fire priser ved Danish Music Awards 2013; Årets danske album, Årets danske mandlige kunstner, Årets danske sangskriver, og Årets danske rockudgivelse.
Albummet udkom knap fem år efter Til rotterne, til kragerne, til hundene (2008). I mellemtiden har Peter Sommer udgivet albummet De eneste to (2010) sammen med Simon Kvamm, mens han på privatfronten er blevet skilt fra sangerinden Lise Westzynthius. Alt forladt er produceret af Stefan Kvamm, og er mere elektronisk end tidligere udgivelser. Om albummet siger Peter Sommer:
| Citat | Albummet er hverken den der sædvanlige mere-ærlige-plade-end-sidst eller noget. Heller ikke specielt mere modig. Men mere moody. Og ren. Det flytter sig på en anden måde og rammer såre simpelt tættere på mit eget indre musikalske bull's eye. De ting, jeg selv har gået og lyttet, men ikke danset til, de sidste 15 år. Det er en form for dansemusik, man ikke rigtigt flytter sig til. Man lytter sig ud på gulvet. Mærker benene igen. Eller vasker op. | Citat |
|       | |       |

Musikvideoen til førstesinglen "Hvorfor løb vi" havde premiere den 31. december 2012 på Politikens hjemmeside. Singlen blev den 7. januar 2013 valgt til P3s Uundgåelige. "Hvorfor løb vi" handler ifølge Peter Sommer om skilsmissen fra Lise Westzynthius: "Den rummer en skør og tynd smerte – og behandler den grundtyngende tvivl, som nemt kommer til at fylde alt for meget i et forhold." Singlen var den 10. mest spillede sang på P3 og P4 i 2013.

## Spor
- Alle tekster og sange af Peter Sommer, undtagen "Tvivlen er i huset (del 1 & del 2)" og "Hvorfor løb vi" musik af Søren Zahle og tekst af Sommer.

| #   | Titel                        | Længde |
| --- | ---------------------------- | ------ |
| 1.  | "Pænt goddag, pænt farvel"   | 4:50   |
| 2.  | "Tvivlen er i huset (del 1)" | 4:27   |
| 3.  | "Alt forladt"                | 4:23   |
| 4.  | "Hvorfor løb vi"             | 3:55   |
| 5.  | "Lamineret"                  | 4:46   |
| 6.  | "Hvor langt skal vi ud"      | 3:42   |
| 7.  | "For evigt"                  | 3:58   |
| 8.  | "Beruset"                    | 4:36   |
| 9.  | "Tvivlen er i huset (del 2)" | 4:28   |
| 10. | "Mod nye højder"             | 4:43   |

## Hitlister

### Album
| Hitliste (2013) | Højeste placering |
| --------------- | ----------------- |
| Danmark         | 2                 |

### Singler
| År                                                               | Titel                      | Højeste placering | Højeste placering |
| År                                                               | Titel                      | Download          |                   |
| ---------------------------------------------------------------- | -------------------------- | ----------------- | ----------------- |
| 2013                                                             | "Hvorfor løb vi"           | 40                |                   |
| 2013                                                             | "Pænt goddag, pænt farvel" | —                 |                   |
| 2013                                                             | "For evigt"                | —                 |                   |
| "—" markerer en udgivelse der ikke opnåede en hitlisteplacering. |                            |                   |                   |